# (100877) 1998 HN86
(100877) 1998 HN86 es un asteroide perteneciente al cinturón de asteroides, región del sistema solar que se encuentra entre las órbitas de Marte y Júpiter, descubierto el 21 de abril de 1998 por el equipo del Lincoln Near-Earth Asteroid Research desde el Laboratorio Lincoln, Socorro, Nuevo México, Estados Unidos.

## Designación y nombre
Designado provisionalmente como 1998 HN86. 

## Características orbitales
1998 HN86 está situado a una distancia media del Sol de 3,061 ua, pudiendo alejarse hasta 3,435 ua y acercarse hasta 2,686 ua. Su excentricidad es 0,122 y la inclinación orbital 7,705 grados. Emplea 1956,41 días en completar una órbita alrededor del Sol.

## Características físicas
La magnitud absoluta de 1998 HN86 es 14,6. 